# Cakana
Dragica Radosavljević (Serbiska: Драгица Радосављевић) artistnamn Cakana (Serbiska: Цакана), född den 17 november 1957 i Mitrovica, är en serbisk folksångerska. Hon fick priset Zlatni akord Kosovo och började tjäna 20,000 dinarer. 
Hon släppte minst åtta album under 1990-talet och 2000-talet.

## Diskografi
- Prvi glas Srbije (1991)
- Rastanak (1993)
- Tri godine (1994)
- Ti si onaj koji pije (1996)
- Idi, idi (1998)
- Nek' si proklet (2000)
- Vrata raja (2005)
- Polovina (2010)